# Glasul patriei
Glasul Patriei a fost o publicație de propagandă înființată de regimul comunist din România în scopul de a-i pleda cauza în ochii emigrației românești de după al doilea război mondial.
A fost publicată în perioada 1955 - 1972 și a fost difuzată doar în străinătate.
„Cît de importantă era gazeta Glasul Patriei în ochii Securității, o dovedește, între altele, un volum editat pentru uz intern, în 1967. Volumul cuprinde o selecție de articole apărute de-a lungul anilor, în care foști deținuți politici se autodepășesc prin „demascarea” auto-critică a propriului lor trecut și prin osanale aduse regimului", se arată într-un material difuzat de Radio Europa liberă.